# Hurlus (rebelles protestants)
Pour les articles homonymes, voir Hurlus.

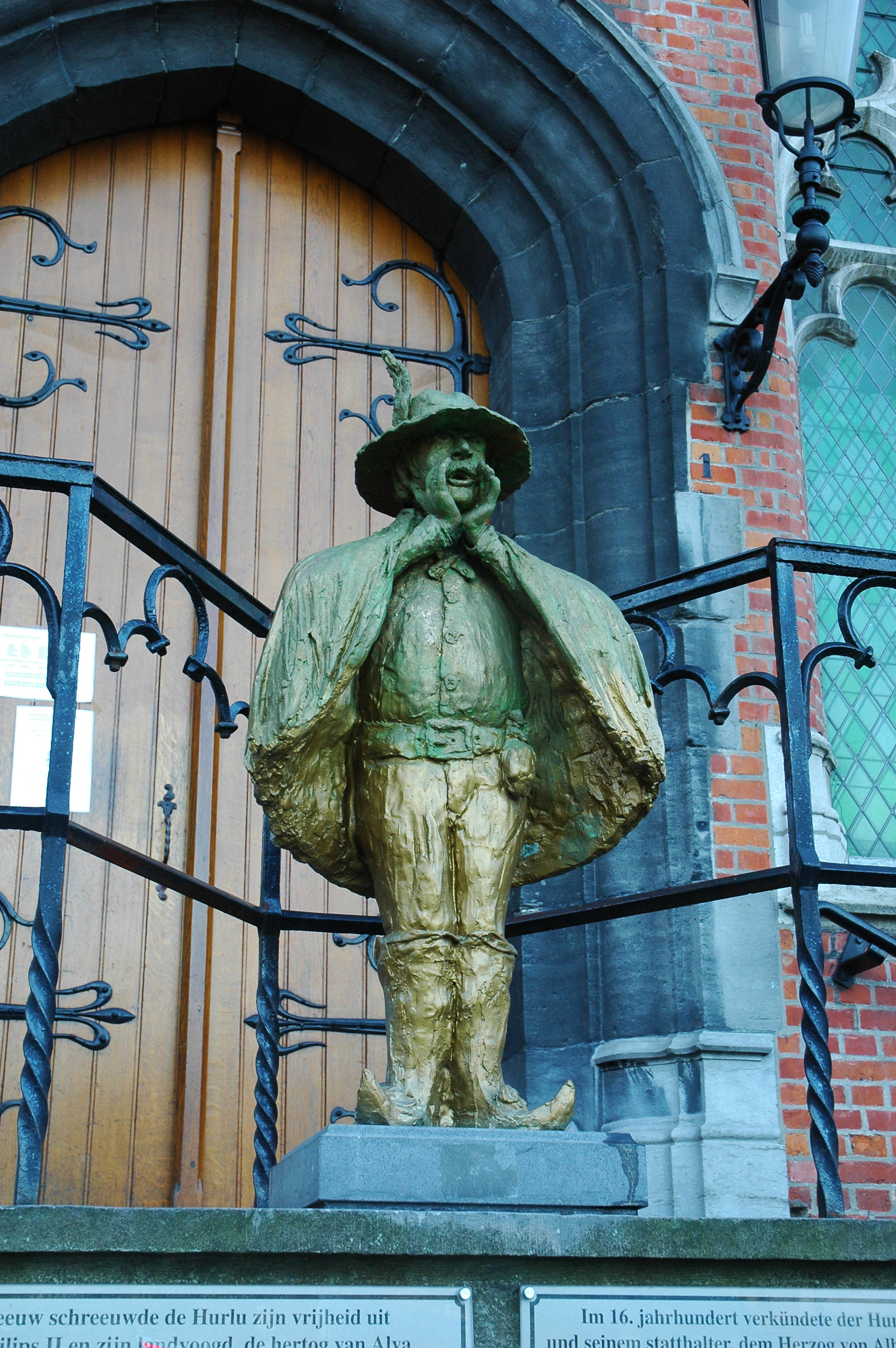
Le Hurlu ornant le perron de l'hôtel-de-ville de Mouscron.

Dans la tradition populaire de la région lilloise et de la ville de Mouscron, les hurlus sont des protestants calvinistes révoltés impliqués dans des attaques et des pillages.
Persécutés par les catholiques, ils se seraient réfugiés pendant quelques années au Mont-à-Leux, à Mouscron, avant de s'y emparer du château des Comtes. Après avoir été repoussés à Courtrai et Tournai, ils auraient quitté Mouscron pour attaquer Lille, d'où ils auraient été repoussés par les archers lillois et la population locale menée par Jeanne Maillotte.
Le terme hurlu aurait en réalité servi à désigner, selon le moment, plusieurs types de personnes toutes actives dans la région de la Flandre et du Hainaut dans le contexte de la deuxième moitié du XVIe siècle :
- des mercenaires ;
- des partisans calvinistes ;
- des pilleurs.

Le nom « hurlu » dériverait du mot « hurleur » ou des hurlements des victimes ou bien encore du néerlandais huurlingen (« mercenaires »).
Ils sont fêtés tous les ans à Mouscron lors du premier week-end d'octobre.